# Gervinho
Gervais Yao Kouassi (sinh ngày 27 tháng 5 năm 1987), thường được biết đến với tên Gervinho, là một cầu thủ bóng đá người Bờ Biển Ngà đang chơi ở vị trí tiền đạo cho câu lạc bộ Trabzonspor tại Süper Lig và Đội tuyển bóng đá quốc gia Bờ Biển Ngà.
Gervinho bắt đầu sự nghiệp tại ASEC Abidjan và Toumodi trước khi đến Bỉ vào năm 2004 để khoác áo Beveren. Từ năm 2007 đến năm 2011, anh thi đấu tại Pháp lần lượt cho Le Mans và Lille. Anh trở thành cầu thủ của Arsenal vào năm 2011, và sau đó 2 năm thì chuyển sang thi đấu cho Roma với giá 8 triệu €. Vào tháng 1 năm 2016, Gervinho phiêu lưu sang Trung Quốc khoác áo Hà Bắc Trung Cơ. Tháng 8 năm 2018, anh trở lại châu Âu thi đấu cho Pama.

## Sự nghiệp

### Khởi đầu
Gervinho được sinh ra ở Anyama, đây cũng là nơi tiền đạo của Wigan, Arouna Koné, được sinh ra.
Anh bắt đầu sự nghiệp của mình ở lò đào tạo trẻ ASEC Abidjan. Trong vòng 5 năm ở đây, Gervais đã được đặt cho biệt danh mang đậm chất Brasil: "Gervinho", bắt nguồn từ cái tên của anh (Gervais).
Sau này.anh chuyển đến Toumodi F.C nơi mà anh bắt đầu sự nghiệp chơi bóng chuyên nghiệp của mình.

### KSK Beveren
Trong mùa hè năm 2005, Gervinho cùng với Romaric, Emmanuel Eboue và Boubacar Barry chuyển đến chơi cho động bóng chuyên nghiệp ở Bỉ KSK Beveren tại giải Juliper League. Trong hai mùa giải ở đây (2005-2007), anh ra sân 61 lần, ghi được 14 bàn thắng.

### Le Mans
Vào cuối mùa giải 2006-07, Gervinho chuyển đến Ligue 1 chơi cho Le Mans ở đây anh được chơi cùng với tiền vệ đồng hương Romaric. Anh ghi được hai bàn thắng trong mùa giải đầu tiên của mình ở Ligue 1, một trong 2 bàn là vào lưới câu lạc bộ Nancy. Trong hai mùa giải đầu tiên ở Ligue 1, Gervinho chỉ ghi được 9 bàn thắng trong 59 lần ra sân.

### Lille
Ngày 21 tháng 7 năm 2009, Gervinho chyển đến Lille với mức phí chuyển nhượng khoảng 6 triệu euro và bản hợp đồng có thời hạn ba năm. Đến Lille, chân sút Bờ Biển Ngà đã có những tiến bộ vượt bậc. Mùa giải đầu tiên tại Lille, anh ra sân 32 lần ghi 13 bàn thắng. Mùa giải thứ hai, anh có 42 trận ra sân ở tất cả các giải đấu và ghi 18 bàn thắng qua đó giúp Lille giành được cú đúp Ligue 1 và Coupe de France.

### Arsenal
Nhờ phong độ ấn tượng trong mùa giải 2010-11, Gervinho được rất nhiều câu lạc bộ lớn như Arsenal, Liverpool, Manchester City săn đón. Cuối cùng sau nhiều lần thương lượng, Arsenal đã có được Gervinho với mức phí chuyển nhượng được cho là 10.5 triệu bảng Anh.
Ngày 18 tháng 7 năm 2011, Gervinho chính thức làm lễ ra mắt tại Arsenal.

#### Mùa giải 2011-12
Ngày 23 tháng 7 năm 2011, anh ghi cú đúp đầu tiên giúp Arsenal thắng 2-1 trước F.C Koln. Ngày 13 tháng 8, Gervinho có trận đấu đầu tiên tại Premier League với Newcastle United, tuy nhiên anh đã phải nhận thẻ đỏ trực tiếp sau pha va chạm với Joey Barton. Chiếc thẻ đỏ này đã khiến anh bị cấm thi đấu 3 trận. Ngay khi trở lại sau án phạt vào ngày 17 tháng 9, Gervinho đã ghi bàn mở tỉ số trong trận đấu với Blackburn Rovers và cũng là bàn thắng đầu tiên của anh cho Arsenal tại Premier League. Tuy nhiên Arsenal đã thua chung cuộc 3-4.

#### Mùa giải 2012-13
Anh đã chơi 3 trên 4 trận đầu tiên của mùa giải, và lập cú đúp trong trận thắng Southampton 6-1 vào ngày 15 tháng 9. Anh ghi bàn thắng đầu tiên của mùa giải tại UEFA Champions League vào ngày 18 tháng 9 trong trận thắng Montpellier HSC 2-1.
Ngày 16 tháng 3, Gervinho ấn định chiến thắng 2-0 trước Swansea City, sau một thời gian dài không ghi bàn cho Arsenal từ tháng 9. Hai tuấn sau, Gervinho ghi một bàn và hai lần kiến tạo giúp Arsenal đánh bại Reading 4–1.
Trong hai mùa giải thi đấu cho Arsenal, Gervinho có tổng cộng 11 pha lập công sau 63 trận đấu.

### Roma

#### Mùa giải 2013-14
Ngày 8 tháng 8 năm 2013, Gervinho đã chính thức trở thành cầu thủ của Roma với mức phí chuyển nhượng khoảng 8 triệu €. Anh có trận đấu đầu tiên cho đội bóng Ý vào ngày 25 tháng 8 khi vào sân thay người trong trận đấu với Livorno. Một tháng sau đó, anh có bàn thắng đầu tiên cho Roma từ đường chuyền của Francesco Totti trong chiến thắng 2-0 trước Sampdoria. Trong trận đấu tại vòng kế tiếp, anh lập cú đúp giúp Roma thắng đậm Bologna 5-0. Kết thúc mùa giải này, AS Roma từ vị trí thứ 6 mùa giải trước đã vươn lên vị trí thứ hai, trong đó Gervinho góp công lớn với 9 bàn thắng và 10 pha kiến tạo.
Tại tứ kết Coppa Italia 2013-14 ngày 21 tháng 1 năm 2014, Gervinho ghi bàn thắng duy nhất của trận đấu với Juventus đưa Roma vào bán kết. Trong trận bán kết lượt đi với Napoli, Gervinho đã lập cú đúp tạo lợi thế 3-2 cho Roma nhưng trong trận lượt về đội bóng của anh đã thua đậm 3-0.

## Sự nghiệp quốc tế

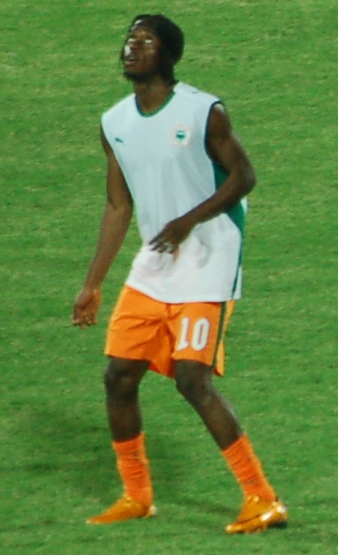
Gervinho khởi động trước một trận đấu tại Cúp bóng đá châu Phi 2008.

Gervinho từng là đội trưởng của đội tuyển bóng đá U-21 quốc gia Bờ Biển Ngà. Anh được triệu tập vào đội tuyển quốc gia Bờ Biển Ngà lần đầu tiên trong trận giao hữu gặp Angola và Qatar vào tháng 11 năm 2007, và được lựa chọn vào đội hình tham dự Cúp bóng đá châu Phi 2008 tại Ghana, nơi mà anh được trao chiếc áo đấu số 10. Tại giải này, anh được vào sân thay người hai lần.
Tại Olympic 2008, giải đấu mà anh được trao băng đội trưởng, sau khi Bờ Biển Ngà thất bại trước Argentina trong lượt trận đầu tiên, Gervinho đã ghi một bàn và có hai lần kiến tạo trong chiến thắng 4–2 trước Serbia.
Ngày 15 tháng 1 năm 2010, Gervinho ghi bàn thắng thứ ba cho đội tuyển trong trận đấu vòng bảng Cúp bóng đá châu Phi 2010 gặp Ghana. Anh có tổng cộng ba lần ra sân thi đấu tại giải và có một lần lập công.
Gervinho chỉ có ba lần vào sân thay người ở vòng loại World Cup 2010 nhưng anh vẫn ghi được hai bàn thắng. Ngày 15 tháng 6 năm 2010, anh có trận đấu đầu tiên tại World Cup khi chơi 82 phút trong trận đấu mở màn của Bờ Biển Ngà ở bảng G gặp Bồ Đào Nha. Anh cũng được ra sân trong hai trận đấu còn lại tại World Cup 2010 với Brasil và CHDCND Triều Tiên.
Tại Cúp bóng đá châu Phi 2012, Gervinho ghi bàn vào lưới Mali tại bán kết để giúp Bờ Biển Ngà lọt vào trận chung kết với Zambia. Tuy nhiên trong trận chung kết, chính anh là người đã phá hỏng quả phạt đền quyết định ở loạt sút luân lưu thứ 9 khiến cho Bờ Biển Ngà mất chức vô địch. Một năm sau, tại Cúp bóng đá châu Phi 2013, Gervinho có được hai bàn thắng trong các trận vòng bảng gặp Tunisia và Togo.

### World Cup 2014
Gervinho là thành viên đội tuyển Bờ Biển Ngà tham dự World Cup 2014. Trong trận mở màn bảng C World Cup 2014 với Nhật Bản, anh đã ghi bàn thắng ấn định chiến thắng 2-1 cho Bờ Biển Ngà từ đường chuyền của Serge Aurier. Trong trận đấu tiếp theo với Colombia ngày 19 tháng 6, anh đã vượt qua ba hậu vệ Colombia ghi bàn thắng rút ngắn tỉ số 2-1 cho Bờ Biển Ngà và đây cũng là tỉ số cuối cùng của trận đấu.

### Cúp bóng đá châu Phi 2015
Trong trận đấu mở màn của Bờ Biển Ngà tại Cúp bóng đá châu Phi 2015, Gervinho đã bị truất quyền thi đấu do đánh vào mặt cầu thủ Naby Keita của Guinée trong trận hòa 1–1 tại sân vận động Malabo và bị cấm thi đấu hai trận. Gervinho trở lại từ vòng tứ kết và ghi bàn ấn định chiến thắng 3-1 trước Algérie và sau đó là bàn thắng trong chiến thắng với cùng tỉ số trước Cộng hòa Dân chủ Congo. Bờ Biển Ngà lên ngôi tại giải đấu này sau thắng lợi trên chấm luân lưu trước Ghana trong trận chung kết.

## Bàn thắng quốc tế
| #   | Thời gian            | Địa điểm                                                  | Đối thủ     | Bàn thắng | Tỉ số | Giải đấu                 |
| --- | -------------------- | --------------------------------------------------------- | ----------- | --------- | ----- | ------------------------ |
| 1.  | 14 tháng 11 năm 2009 | Sân vận động Félix Houphouët-Boigny, Abidjan, Bờ Biển Ngà | Guinée      | 1–0       | 3–0   | Vòng loại World Cup 2010 |
| 2.  | 14 tháng 11 năm 2009 | Sân vận động Félix Houphouët-Boigny, Abidjan, Bờ Biển Ngà | Guinée      | 2–0       | 3–0   | Vòng loại World Cup 2010 |
| 3.  | 15 tháng 1 năm 2010  | Sân vận động Chimandela, Cabinda, Angola                  | Ghana       | 1–0       | 3–1   | CAN 2010                 |
| 4.  | 17 tháng 11 năm 2010 | Sân vận động Miejski, Poznań, Ba Lan                      | Ba Lan      | 1–1       | 1–3   | Giao hữu                 |
| 5.  | 5 tháng 6 năm 2011   | Sân vận động Hữu nghị, Cotonou, Bénin                     | Bénin       | 3–0       | 6–2   | Vòng loại CAN 2012       |
| 6.  | 5 tháng 6 năm 2011   | Sân vận động Hữu nghị, Cotonou, Bénin                     | Bénin       | 5–2       | 6–2   | Vòng loại CAN 2012       |
| 7.  | 3 tháng 9 năm 2011   | Sân vận động Amahoro, Kigali, Rwanda                      | Rwanda      | 5–0       | 5–0   | Vòng loại CAN 2012       |
| 8.  | 8 tháng 2 năm 2012   | Sân vận động Angondjé, Libreville, Gabon                  | Mali        | 1–0       | 1–0   | CAN 2012                 |
| 9.  | 8 tháng 9 năm 2012   | Sân vận động Félix Houphouët-Boigny, Abidjan, Bờ Biển Ngà | Sénégal     | 2–2       | 2–4   | Vòng loại CAN 2013       |
| 10. | 14 tháng 1 năm 2013  | Sân vận động Al Nahyan, Abu Dhabi, UAE                    | Ai Cập      | 1–0       | 4–2   | Giao hữu                 |
| 11. | 14 tháng 1 năm 2013  | Sân vận động Al Nahyan, Abu Dhabi, UAE                    | Ai Cập      | 3–1       | 4–2   | Giao hữu                 |
| 12. | 22 tháng 1 năm 2013  | Sân vận động Royal Bafokeng, Rustenburg, Nam Phi          | Togo        | 2–1       | 2–1   | CAN 2013                 |
| 13. | 26 tháng 1 năm 2013  | Sân vận động Royal Bafokeng, Rustenburg, Nam Phi          | Tunisia     | 1–0       | 3–0   | CAN 2013                 |
| 14. | 4 tháng 6 năm 2014   | Sân vận động Toyota, Texas                                | El Salvador | 1–0       | 2–1   | Giao hữu                 |
| 15. | 14 tháng 6 năm 2014  | Arena Pernambuco, Recife                                  | Nhật Bản    | 2–1       | 2–1   | World Cup 2014           |
| 16. | 19 tháng 6 năm 2014  | Sân vận động Mané Garrincha, Brasília                     | Colombia    | 1–2       | 1–2   | World Cup 2014           |
| 17. | 6 tháng 9 năm 2014   | Sân vận động Félix Houphouët-Boigny, Abidjan, Bờ Biển Ngà | Colombia    | 2–1       | 1–2   | Vòng loại CAN 2015       |
| 18. | 15 tháng 11 năm 2014 | Sân vận động Ahmadou Ahidjo, Yaoundé, Cameroon            | Cameroon    | 5–1       | 5–1   | Vòng loại CAN 2015       |
| 19. | 1 tháng 2 năm 2015   | Sân vận động Malabo, Malabo, Guinea Xích Đạo              | Algérie     | 3–1       | 3–1   | CAN 2015                 |
| 20. | 4 tháng 2 năm 2015   | Sân vận động Bata, Bata, Guinea Xích Đạo                  | CHDC Congo  | 2–1       | 3–1   | CAN 2015                 |
| 21. | 25 tháng 3 năm 2016  | Sân vận động Félix Houphouët-Boigny, Abidjan, Bờ Biển Ngà | Sudan       | 1–0       | 1–0   | Vòng loại CAN 2017       |
| 22. | 8 tháng 10 năm 2016  | Sân vận động Bouaké, Bouaké, Bờ Biển Ngà                  | Mali        | 3–1       | 3–1   | Vòng loại World Cup 2018 |
| 23. | 12 tháng 11 năm 2020 | Sân vận động Quốc gia Bờ Biển Ngà, Abidjan, Bờ Biển Ngà   | Madagascar  | 1–0       | 2–1   | Vòng loại CAN 2021       |

## Thống kê sự nghiệp

### Câu lạc bộ
Số liệu thống kê chính xác tới ngày 31 tháng 1 năm 2021
| Câu lạc bộ          | Mùa giải            | Giải | Giải | Cúp  | Cúp | châu Âu | châu Âu | Tổng cộng | Tổng cộng |
| Câu lạc bộ          | Mùa giải            | Trận | Bàn  | Trận | Bàn | Trận    | Bàn     | Trận      | Bàn       |
| ------------------- | ------------------- | ---- | ---- | ---- | --- | ------- | ------- | --------- | --------- |
| Beveren             | 2005–06             | 32   | 6    | 0    | 0   | 0       | 0       | 32        | 6         |
| Beveren             | 2006–07             | 29   | 8    | 0    | 0   | 0       | 0       | 29        | 8         |
| Beveren             | Tổng cộng           | 61   | 14   | 0    | 0   | 0       | 0       | 61        | 14        |
| Le Mans             | 2007–08             | 26   | 2    | 4    | 4   | 0       | 0       | 30        | 6         |
| Le Mans             | 2008–09             | 33   | 7    | 4    | 1   | 0       | 0       | 37        | 8         |
| Le Mans             | Tổng cộng           | 59   | 9    | 8    | 5   | 0       | 0       | 67        | 14        |
| Lille               | 2009–10             | 32   | 13   | 0    | 0   | 8       | 5       | 40        | 18        |
| Lille               | 2010–11             | 35   | 15   | 8    | 3   | 10      | 0       | 53        | 18        |
| Lille               | Tổng cộng           | 67   | 28   | 8    | 3   | 18      | 5       | 93        | 36        |
| Arsenal             | 2011–12             | 28   | 4    | 2    | 0   | 7       | 0       | 37        | 4         |
| Arsenal             | 2012–13             | 18   | 5    | 2    | 0   | 6       | 2       | 26        | 7         |
| Arsenal             | Tổng cộng           | 46   | 9    | 4    | 0   | 13      | 2       | 63        | 11        |
| Roma                | 2013–14             | 33   | 9    | 4    | 3   | 0       | 0       | 37        | 12        |
| Roma                | 2014–15             | 24   | 2    | 0    | 0   | 10      | 5       | 34        | 7         |
| Roma                | 2015–16             | 14   | 6    | 0    | 0   | 3       | 1       | 17        | 7         |
| Roma                | Tổng cộng           | 71   | 17   | 4    | 3   | 13      | 6       | 88        | 26        |
| Hà Bắc Trung Cơ     | 2016                | 18   | 3    | 0    | 0   | 0       | 0       | 18        | 3         |
| Hà Bắc Trung Cơ     | 2017                | 4    | 1    | 0    | 0   | 0       | 0       | 4         | 1         |
| Hà Bắc Trung Cơ     | 2018                | 7    | 0    | 0    | 0   | 0       | 0       | 7         | 0         |
| Hà Bắc Trung Cơ     | Tổng cộng           | 29   | 4    | 0    | 0   | 0       | 0       | 29        | 4         |
| Parma               | 2018–19             | 30   | 11   | 0    | 0   | —       | —       | 30        | 11        |
| Parma               | 2019–20             | 31   | 7    | 1    | 2   | —       | —       | 32        | 9         |
| Parma               | 2020–21             | 16   | 4    | 0    | 0   | —       | —       | 16        | 4         |
| Parma               | Tổng cộng           | 77   | 22   | 1    | 2   | —       | —       | 78        | 24        |
| Tổng cộng sự nghiệp | Tổng cộng sự nghiệp | 410  | 103  | 25   | 13  | 44      | 13      | 479       | 129       |

## Danh hiệu

### Câu lạc bộ
Lille
- Ligue 1 (1): 2010–11
- Coupe de France (1): 2011

### Đội tuyển quốc gia
Bờ Biển Ngà
- Cúp bóng đá châu Phi (1): 2015